# Lucky for You
"Lucky for You" foi o segundo single internacional do cantor norueguês Espen Lind, tirado de seu álbum Red, de 1998.

## Paradas
Apesar da canção ter sido bem execução nas rádios, o single não chegou a repetir o sucesso do seu antecessor "When Susannah Cries", alcançado somente um #82 na Alemanha. O videoclipe da música foi gravado em Las Vegas, dirigido por Paul Boyd.

## CD Single
O CD Maxi single foi lançado na Europa contendo quatro versões diferentes da música, mais o b-side "By the Time I Get to Heaven", faixa da versão norueguesa do álbum Red, lançada em 1997.

### Versões
- Noruega 1997 (Lançado como Sway)

1. "Lucky for You"

- CD Promocional

1. "Lucky for You" (chris lord alge radio edit)

- Noruega 1998[1]

1. "Lucky for You" (full version)
2. "Lucky for You" (radio edit)

- Europa

1. "Lucky for You" (full version)
2. "Lucky for You" (radio edit)
3. "Lucky for You" (acoustic version)
4. "Lucky for You" (instrumental)
5. "By the Time I Get to Heaven"